# Till Death Do Us Part (Geto Boys)
Till Death Do Us Part è il quarto album del gruppo hip hop statunitense Geto Boys, pubblicato nel 1993. Primo disco del gruppo a raggiungere il vertice della classifica dedicata agli album hip hop, il quarto sforzo dei Geto Boys è accolto con recensioni miste da parte della critica: l'album non si discosta dallo standard abituale del trio – Scarface, Big Mike, Bushwick Bill – quella formula logora del gangsta rap che potrebbe portare il gruppo allo scioglimento.
| Recensione       | Giudizio |
| ---------------- | -------- |
| AllMusic         | [ 1 ]    |
| RapReviews       | [ 3 ]    |
| The Source       | [ 4 ]    |
| Robert Christgau | flop     |
| Rolling Stone    | [ 6 ]    |

## Tracce
Musiche di John Bido (tracce 1, 10, 13 e 15), N.O. Joe (tracce 2-9, 11-12 e 14), Mike Dean (traccia 10).
1. Intro (feat. Lil' J) – 3:34
2. G.E.T.O. – 3:13
3. It Ain't – 4:39
4. Crooked Officer – 4:00
5. No Nuts No Glory – 3:44
6. Six Feet Deep – 5:25
7. Murder Avenue – 4:04
8. Raise Up – 3:29
9. Murder After Midnight – 4:17
10. Straight Gangstaism (feat. 3-2) – 4:27
11. Cereal Killer – 3:04
12. This 'is for You – 5:33
13. Street Life – 5:21
14. Bring It On (feat. 2 Low, 3-2, 5th Ward Boyz, Big Mello, DMG, Ganksta NIP, Odd Squad, Seagram & Too Much Trouble) – 8:16
15. Outro (feat. Lil' J) – 1:50

## Classifiche

### Classifiche settimanali
| Classifica (1993)         | Posizione massima |
| ------------------------- | ----------------- |
| Stati Uniti               | 11                |
| US Top R&B/Hip-Hop Albums | 1                 |